# My Will
Singles de dream
Night of Fire
(2000) Believe in You
(2001)
My Will (titré : My will) est le sixième single du groupe de J-pop dream.

## Présentation
Le single, produit par Max Matsura, sort le 29 novembre 2000 au Japon sous le label avex trax, deux mois seulement après le précédent single du groupe, Night of Fire. Il atteint la 6e place du classement des ventes de l'Oricon, et reste classé pendant neuf semaines. Il restera le single le mieux classé et le plus vendu du groupe.
C'est en fait un maxi-single qui contient huit titres pour une durée de près de trois quarts d'heure : deux chansons originales (My Will et W.h.y), leurs versions instrumentales, et deux versions remixées de chacune d'elles. Les deux chansons originales, dont les paroles sont écrites par l'une des chanteuses, Mai Matsumoro, figureront sur le premier album du groupe, Dear..., qui sort trois mois plus tard.
La chanson-titre My Will a été utilisée comme premier générique de fin de la série anime Inu-Yasha. Elle sera à nouveau remixée sur le single suivant qui sort trois mois plus tard, Believe in You, version qui sera utilisée comme thème musical pour une publicité. Elle figurera aussi dans sa version d'origine sur les compilations du groupe, Eternal Dream de 2002, 7th Anniversary Best et Complete Best de 2007.
La formation suivante du groupe à sept membres réinterprétera les deux chansons sur ses albums de reprises 777 ~Best of Dreams~ de 2004 et 777 ~Another Side Story~ de 2005. Elles seront aussi interprétées sur l'album live du groupe, Greatest Live Hits de 2007.

## Formation
- Mai Matsumoro
- Kana Tachibana
- Yū Hasebe

## Liste des titres
Les paroles des chansons sont écrites par Mai Matsumoro.
| CD    | CD                                                            | CD                                        | CD    | CD | CD | CD | CD | CD | CD |
| No    | Titre                                                         | Musique / Arrangements                    | Durée |    |    |    |    |    |    |
| ----- | ------------------------------------------------------------- | ----------------------------------------- | ----- | -- | -- | -- | -- | -- | -- |
| 1.    | My Will (Original Mix) (My will ...)                          | Y@suo Ohtani / Keisuke Kikuchi            | 5:22  |    |    |    |    |    |    |
| 2.    | W.h.y (D-Z Dream Stride Mix) (w・h・y (D-Z DREAM STRIDE MIX)) | Hideaki Kuwabara / remix : D-Z            | 4:43  |    |    |    |    |    |    |
| 3.    | My Will (Landscape Mix) (My will (landscape mix))             | Y@suo Ohtani / remix : Dave Ford          | 6:12  |    |    |    |    |    |    |
| 4.    | W.h.y (Original Mix) (w・h・y ...)                            | Hideaki Kuwabara / Hλl                    | 4:50  |    |    |    |    |    |    |
| 5.    | W.h.y (Dub's Floor Remix Pop Tune 001) (w・h・y ...)          | Hideaki Kuwabara / remix : Izumi Miyazaki | 7:30  |    |    |    |    |    |    |
| 6.    | My Will (Nocturne Club Mix) (My will ...)                     | Y@suo Ohtani / remix : Nocturne           | 5:45  |    |    |    |    |    |    |
| 7.    | W.h.y (Instrumental) (w・h・y ...)                            | Hideaki Kuwabara / Hλl                    | 4:50  |    |    |    |    |    |    |
| 8.    | My Will (Instrumental) (My will ...)                          | Y@suo Ohtani / Keisuke Kikuchi            | 5:22  |    |    |    |    |    |    |
| 44:34 |                                                               |                                           |       |    |    |    |    |    |    |